# チュッチェフ (小惑星)
チュッチェフ (9927 Tyutchev) は、小惑星帯の小惑星の一つ。リュドミーラ・カラチキナがクリミア天体物理天文台で発見した。
ロシアの詩人、フョードル・チュッチェフから命名された。